# Them (Arhus)
Them é um município da Dinamarca, localizado na região central, no condado de Arhus.
O município tem uma área de 210 km² e uma  população de 6 882 habitantes, segundo o censo de 2003.